# Fernand Herman
Fernand Henri Joseph Herman (Boirs, 23 januari 1932 - Brussel, 4 april 2005) was een Belgisch politicus voor de PSC.

## Levensloop
Herman promoveerde tot doctor in de rechten en werd licentiaat in de economische wetenschappen aan de Université Catholique de Louvain. Tevens was hij kandidaat in de letteren en wijsbegeerte aan de Universiteit van Namen. Van 1956 tot 1957 volgde hij een verdere studie statistische economie van de Commission for Relief in Belgium aan de Columbia-universiteit in de Verenigde Staten.
Na zijn studies trok hij naar Belgisch Congo, waar hij van 1959 tot 1962 docent was aan de universiteit Lovanium in Kinshasa. Van 1960 tot 1961 was hij bovendien kabinetsmedewerker bevoegd voor het centraal bestuur van Kinshasa van minister van Financiën Jean Van Houtte. In 1959 was hij in Congo eveneens de medestichter van de Institut Politique Congolais.
Als aanhanger van de Congolese onafhankelijkheid was hij in 1960 adviseur van de Union des Travailleurs Chrétiens, de christelijke vakbond van Congo, tijdens de Belgo-Congolese rondetafelconferentie over de onafhankelijkheid. Vanaf 1960 was hij ook beheerder bij het Franstalige onderzoeks- en informatiecentrum CRISP. Van 1961 tot 1964 was hij in Congo-Kinshasa ook adviseur van de Nationale Bank van Congo.
In 1964 keerde hij terug naar België en was van 1964 tot 1970 docent aan de Universiteit van Namen. Van 1964 tot 1975 was hij bovendien directeur bij de Nationale Investeringsmaatschappij, waarvan hij tevens gedelegeerd bestuurder was tot Philippe Wilmès hem opvolgde. Vanaf 1967 was hij lector aan de Université catholique de Louvain. Daarnaast was hij ook beheerder in verschillende economische maatschappijen.
Wegens zijn vele economische activiteiten werd hij in 1975 als extraparlementair door de PSC gevraagd om de overleden André Oleffe op te volgen als minister van Economische Zaken in de Regering-Tindemans II. Hij aanvaardde het mandaat en bleef minister tot in 1977.
Vanaf 1977 begon Herman namens de PSC, waarvan hij de nationale ondervoorzitter was, een parlementaire loopbaan. Van 1977 tot 1978 zetelde hij in de Belgische Senaat als provinciaal senator voor Brabant en was er ondervoorzitter van de commissie Economische Zaken. Vervolgens zetelde hij van 1978 tot 1979 namens het arrondissement Brussel in de Kamer van volksvertegenwoordigers. 

### Europees Parlement - Ontwerp Grondwet
Van 1979 tot 1999 zetelde Herman in het Europees Parlement, waar hij aan de wieg stond van het ontwerp-Grondwet voor de Europese Unie van 1994. De argumenten die Herman formuleerde voor deze opstelling vertonen inhoudelijk grote overeenkomsten met de latere verklaringen van Nice (2000) en Laken (2001). Ook de thematische indeling is in grote lijnen hetzelfde als de huidige Europese Grondwet van oktober 2004. 
Hierna verliet hij de actieve politiek.